# История Белозерска

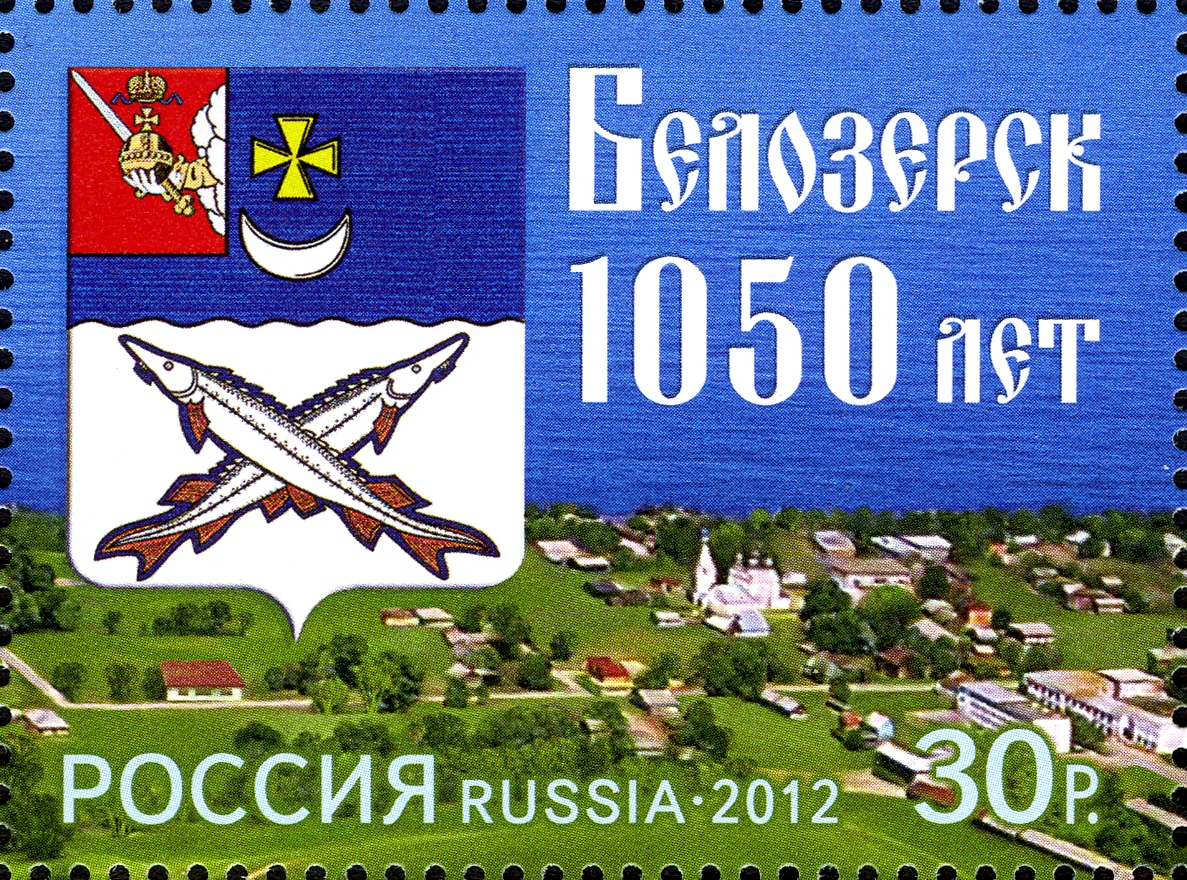
1050 лет Белозерску. Почтовая марка России, 2012 г.

Белозе́рск (древнерусское название Белоо́зеро) — один из древнейших городов России. Впервые упомянут под 862 годом. С 1238 года столица удельного Белозерского княжества. Позже вошёл в состав Русского государства. С конца XIV века начинается расцвет города. В 1352 году во время эпидемии чумы город вымер и был заново построен в 1360-е годы на новом месте. В 1612 году польско-литовские войска разорили город. В XVIII веке, при Екатерине II, переименован из Белоозера в Белозерск.

## Расположение
Существовали предположения, что до X века город находился на северном берегу Белого озера у деревни Киснема, однако последние археологические исследования опровергают эту версию. Согласно этим исследованиям город возник в середине X века на южном берегу озера у истока реки Шексны в 17 км к востоку от современного города Белозерска (позже на этом месте располагалось село Крохино). Белоозеро X веке имело площадь не менее 1,4 га. К концу X века Белоозеро занимало около 1,5 га, являясь крупнейшим поселением региона.
Летописные упоминания Белоозера, относящиеся ко времени до XIV века, не содержат сведений, позволяющих определить точное местонахождение древнего города. Однако имеются более поздние свидетельства об устье реки Киснемы на севере Белого озера как о месте княжеской столицы IX—X веков. Упоминаемая в памятниках XV века волость Киснема была, по сообщению летописца XVI века Кирилло-Белозерского монастыря, местом первоначального поселения Синеуса: «Синеус сиде у нас на Киснеме». С этим же связано сообщение, будто бы на Киснеме был «варяжский городок». Начиная с 1982 года, в районе Киснемы на берегу Белого озера было обнаружено 9 селений, с достаточно мощным культурным слоем, достигших расцвета в XII—XIII веках. Однако первые два из этих селений возникли во второй половине X века и были вначале совсем небольшими, что не позволяет предполагать существование города в IX веке, а тем более — нахождение в нём одного из руководителей Русского государства.
Правобережная часть города со временем вытянулась вдоль берега реки почти на 2 км, при этом его площадь достигла 41 га. Застройка левого берега Шексны началась не позднее первой половины XI века. В период расцвета (вторая половина XII — начало XIII века) левобережная часть города занимала не менее 13 га. Общая площадь города по обе стороны Шексны составляла тогда не менее 65 га, что ставит Белоозеро в ряд крупнейших городских центров Северо-Восточной Руси.
В XIV веке, после эпидемии чумы в 1352 году, город ещё раз был перенесён на 17 км к западу, уже на то место, где он находится и сейчас.

## История

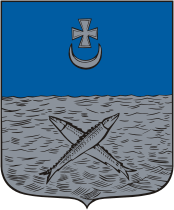
герб, 1781

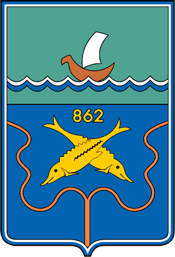
герб, 1970

Часовня на месте основания Белозерска фото С. М. Прокудина-Горского, 1909

Белозерск — один из древнейших городов Древней Руси и России.

### Повесть временных лет и Белоозеро
Согласно «Повести временных лет», город Белоозеро (вепс. Valged jär’v') был столицей чудского (финского) племени весь (самоназв. vepsä) — древних вепсов. Согласно «Сказанию о призвании варягов», когда славянские (словене новгородские и кривичи) и чудские племена (чудь, весь и меря) совместно призвали на княжение в Новгород Рюрика, один из его братьев, — князь Синеус сел на престол в Белоозере. 

В год 6370 (862). Изгнали варяг за море, и не дали им дани, и начали сами собой владеть, и не было среди них правды, и встал род на род, и была у них усобица, и стали воевать друг с другом. И сказали себе: «Поищем себе князя, который бы владел нами и судил по праву». И пошли за море к варягам, к руси. Те варяги назывались русью, как другие называются шведы, а иные норманны и англы, а ещё иные готландцы, — вот так и эти. Сказали руси чудь, словене, кривичи и весь: «Земля наша велика и обильна, а наряда в ней нет. Приходите княжить и владеть нами». И избрались трое братьев со своими родам, и взяли с собой всю русь, и пришли, и сел старший, Рюрик, в Новгороде, а другой, Синеус, — на Белоозере, а третий, Трувор, — в Изборске.— «Повесть Временных лет»
В следующий раз Белоозеро попадает на страницы летописи спустя два века, однако, в 882 году, согласно «Повести Временных Лет», белозерская весь участвует в походе Олега Вещего на Смоленск и Киев.
Однако из-за того, что до сих пор не найдено археологических подтверждений существования города в то время, правдоподобность этого предания относительно Белоозера находится под сомнением. Выдвигались предположения, что город в то время мог находиться на северном берегу Белого озера. Но эта версия не подтвердилась:

Тщательное обследование северного берега Белого озера доказало, что находок, относящихся к эпохе призвания варягов, в Киснеме нет. Зарождение этого куста селищ, ставшего в XII—XIII веках одним из крупнейших в регионе, произошло лишь в конце X века, когда на месте будущей агломерации возникли два миниатюрных селища...
Не может претендовать на роль города Синеуса и поселение Крутик, несмотря на синхронность его существования событиям, изложенным в «Сказании о призвании варягов». Чрезвычайно скромные размеры этого памятника, занимавшего лишь около 0,6 га, отсутствие искусственных укреплений, практически полное отсутствие в вещевой коллекции предметов вооружения и расположение в сравнительно труднодоступном месте не позволяют считать Крутик центром раннегородского типа и даже просто крупным поселением...

Итоги многолетних раскопок свидетельствуют, что, вопреки сведениям начальной части Повести временных лет, Белоозеро возникает не в IX столетии, а в X веке, а сама территория вокруг Белого озера представляла собой периферию племенной территории веси.

### Археологическая история города
По археологическим данным активное заселение территории вокруг Белого озера начинается в середине X века. В конце X века — первой половине XI века в регионе фиксируется значительное увеличение количества и размеров поселений. А. А. Шахматов считал, что «Сказание о призвании варягов» было вставлено в летопись лишь в середине XI века. Детальные и многолетние археологические исследования подтверждили этого положение. Вкупе с археологическими данными, присутствие Белоозера в «Сказании» отражает ту значительную роль, которую Белоозеро стало играть в XI века, ко времени включения «Сказания о призвании варягов» в летопись.
Археологически подтверждённым в настоящее время считается возникновение Белоозера в середине X века в правобережье реки Шексны, там где в неё впадала небольшая речка Васильевка. Белоозеро тяготело к Васильевке и было отделёно от Шексны полосой леса шириной в 40—50 м. Там город просуществовал до середины XIV века (позже на этом месте располагалось село Крохино). Этот ближайший к озеру участок речного берега, пригодный для заселения, позже получил название урочище «Старый город». Название урочища появляется в письменных источниках не позднее последней четверти XVI века. Не позднее конца X века были заселены возвышенные участки правого берега к востоку от Васильевки. В первой половине XI века территория города распространяется на левый берег Шексны. Правобережная часть города со временем вытянулась вдоль берега реки почти на 2 км, при этом его площадь достигла 41 га. Застройка левого берега Шексны началась не позднее первой половины XI века. В период расцвета (вторая половина XII — начало XIII века) левобережная часть города занимала не менее 13 га. Общая площадь города по обе стороны Шексны составляла не менее 54 га, что ставит Белоозеро в ряд крупнейших городских центров Северо-Восточной Руси. Некрополь Белоозера находился песчаной гряде примерно в 240 м к югу от границ города.
В 1071 году на Белоозере вспыхивает восстание смердов, подстрекаемых волхвами, которое подавляет воевода Ян Вышатич, собиравший дань для черниговского князя Святослава Ярославича.
В 1169 году белозерцы принимают участие во взятии Киева дружинами великого князя Владимирского Андрея Боголюбского, а в 1184 году участвуют в походе великого князя Владимирского Всеволода Большое Гнездо на Волжскую Булгарию.
С 1238 года Белоозеро — центр независимого Белозерского княжества (до этого он входил в состав Ростово-Суздальского княжества, которое просуществовало почти 150 лет), а также торговый и ремесленный центр. По числу найденных свинцовых товарных пломб (19) Белоозеро занимает шестое место после Дрогичина, Великого Новгорода, Ратминского поселения в Дубне, Борковского острова в Рязани и Пскова. Первый Белозерский князь — Глеб (1237—1278), младший сын Василька Константиновича Ростовского, был женат на внучке хана Батыя. В 1277 году белозерская дружина входила в состав войск ордынского хана Менгу-Тимура в походе на Кавказ. В том же году Глеб после смерти старшего брата Бориса унаследовал его владения (Ростов и Устюг), не дав правда ничего своим племянникам. Но уже в 1278 году Глеб Василькович умер, оставив во владения сыну Михаилу только Белоозеро. В следующем 1279 году Михаил Глебович был выгнан из города своим двоюродным братом, Дмитрием Борисовичем Ростовским. Но Михаил не оставлял попыток овладеть своим законным владением и в 1286 году с помощью Константина (родного брата Дмитрия Ростовского) вновь овладел отцовским наследием. У Михаила также были братья, Демьян, Василий и Роман, но о них известий не сохранилось. В 1293 году Михаилу Глебовичу в Белоозере наследовал его старший сын, Фёдор. В 1314 году бездетного Фёдора сменил его брат Роман, который был князем до 1339 года. После смерти Романа его владения были разделены между двумя сыновьями: старшему Фёдору досталось собственно Белоозеро, а младший Василий получил Сугорье и земли к северу от озера Белое.
В начале XIV века Белоозеро угасает, а к середине века площадь его территории сокращается до 7 га.
В 1352 году в Белоозере разразилась эпидемия «моровой язвы», истребившая практически всех жителей. Так как город имел важное положение на водном пути, по которому северные земли сообщались с Поволжьем, а также с городами на Сухоне и Северной Двине, то город возродился и в третий раз.
В 1363—1364 годах Белозерск был заново основан на новом месте — на 17 километров западнее — и занял своё сегодняшнее место. С этого момента начинается эпоха расцвета города. По другим данным, в конце XIV века существовало два одноимённых города — новый и старый; летописные упоминания XV века относятся уже к новому городу. Он быстро богател и приобрёл известность по всей Руси, уже в составе Московского государства.
В 1380 году белозерская дружина во главе с князем Фёдором Романовичем Белозерским и его сыном Иваном (был соправителем отца с 1360 года) участвует в Куликовской битве. Также принимал участие в битве и Василий Романович, князь Сугорский.
Уже те соколы и кречеты и белозерские ястребы за Дон быстро перелетели и ринулись на несметные стаи гусиные и лебединые. То ведь были не соколы и не кречеты, — то налетели русские князья на силу татарскую»гласит памятник древнерусской литературы «Задонщина
.
Князь Фёдор вместе с сыном Иваном и братом Василием пали в бою. У Ивана Фёдоровича остался малолетний сын Константин, однако он не получил во владение ничего и дальнейшая его судьба не известна. Белозёрским столом завладел старший сын Василия Сугорского, князь Юрий. Своим младшим братьям после 1380 года он также выделил земли: Афанасий получили Шелешпанскую волость, Семён — Кемскую, а Иван — Карголомскую.
Около 1389 года город присоединён к Москве. Произошло это приблизительно так. В 1389 году умер князь Юрий Васильевич Белозёрский (или был отстранён от власти). Новый великий князь Московский, Василий I Дмитриевич, ссылаясь якобы на письменное обещание данное прежними Белозёрскими князьями его отцу, Дмитрию Донскому, о подчинении Москве, «наехал» на белозёрских князей и присоединил их владения к своим. Правда, кое-что у них осталось, но сидели они там уже не как полноценные владетельные князья, а как вассалы, «подручники» Москвы. Сыновья Юрия получили следующие земли: Давыд стал князем Андожским, Андрей — князем Белосельским (после смерти брата Давыда в 1405 году также и Андожским), Роман стал князем Вадбольским. Афанасию Васильевичу Шелешпанскому наследовал около 1410 года сын Иван. У Семёна Васильевича Кемского было пять сыновей, между которыми и разделилась волость. Это были Владимир, Фёдор Дурак, Дмитрий, Давыд и Константин. После смерти Ивана Васильевича Карголомского (около 1410 года) его владения также были разделены между двумя сыновьями: Фёдор стал князем Карголомским, а Иван — Ухтомским. Андрей Юрьевич перед смертью (около 1410 года) разделил свою волость: Михаил получил Андожскую землю, Иван — Белосельскую. Роману Юрьевичу Вадбольскому наследовал единственный сын Фёдор, тому в свою очередь ок. 1430 года уже его сын Гавриил. В 1450—1460-х годах все белозёрские князья окончательно потеряли владетельные права и стали просто московскими служилыми князьями.
В 1480 году, перед нашествием на Москву хана Ахмата, на Белоозере укрывалась жена Великого князя московского Софья Палеолог, вместе с детьми, двором и княжеской казной.
С 1486 года Белоозеро становится центром Белозерского уезда, тогда же он был превращён в укреплённый пункт на северной границе Московского государства. Здесь по велению Великого князя Московского Ивана III были сооружены тридцатиметровые земляные валы и деревянные стены с восемью башнями (Белозерский кремль).
XV—XVI века — период расцвета города. Город Белоозеро находился в центре торговых путей, связывающих юг с севером, поэтому вёл активную собственную торговлю и выступал посредником во многих торговых операциях. В этот период город постепенно отстраивался и украшался каменными храмами. В 1539 году город получил «Губную грамоту», представившую ему широкие права на местное самоуправление.
В 1565 году, когда царь Иван Грозный разделил Русское государство на опричнину и земщину, город вошёл в состав последней и находился в ней до 1569 года.
В 1612 году польско-литовские войска заняли и разорили город, чему способствовало моральное устаревание укреплений. Земляной вал и деревянные стены уже не могли противостоять артиллерии и огнестрельному оружию противника, тогда как соседний город Кириллов, обнесённый новой каменной стеной, свою независимость сумел отстоять. С тех пор Белозерск — тихий провинциальный город, сохраняющий неторопливый уклад жизни.
К началу XVII века, в связи с перемещением торгового пути на Архангельск через реки Сухону и Северную Двину, процветавшее прежде Белоозеро постепенно приходит в упадок. Город оказался в стороне от главных направлений торгово-экономической жизни страны. Польско-литовская интервенция начала XVII века ускорила этот процесс. Ещё в XVI веке при Иване IV Васильевиче город стал местом ссылки опальных знатных лиц, среди которых были и исторические личности. Лишь во второй половине XVII века Белоозеро вновь начинает отстраиваться. Но значимости места ссылки город не утратил. Так, в 1639 году белозерскому воеводе Илье Карповичу Грушецкому (воевода в Белозерске с 1621 года) было велено царём Михаилом Федоровичем построить особую тюрьму для сибирского царевича Аблая бен Ишима, взятого в Уфимском уезде уфимские ратными людьми. Указано было сделать «избу о двух мостах, по тюремному, и окна велели перебить железом толстым, и огородить тыном в паз, и укрепить накрепко, и поверх тыну велели побить охлупки болшого деревья, и прибить гвоздми, чтоб было крепко».
Любопытно, что по окончании Северной войны и присоединения Прибалтийских земель к России, Белозерский полк в течение почти двух веков выполнял роль Рижского гарнизона вплоть до 1917 года.
Изменения, происходившие в стране в XVIII веке, отразились и на Белозерском крае. С 1719 года город — центр провинции, входившей в состав Санкт-Петербургской губернии, провинции были разделены на дистрикты. В 1727 году были ликвидированы дистрикты, а сами губернии стали делиться не только на провинции, но и на уезды. Белоозеро стало центром не только провинции, но и уезда, тогда же, в 1727 году, из Петербургской губернии была выделена Новгородская губерния в составе 5 провинций (Новгородской, Псковской, Великолуцкой, Тверской, Белозерской). Тогда в Белозерской провинции было пять уездов: Белозерский, Каргопольский, Устюженский и Чарондский. Позже губерния была преобразована в Новгородское наместничество, и там тоже в 1776 году Белоозеро становится уездным городом, а в 1777 году получает современное название — Белозерск. Во время Бородинского сражения Белозерский полк, находившийся на Утицком кургане, закрыл собой левой фланг русской армии, сорвав наступление союзника Наполеона - польской конницы. В 1831 году Белозерский полк принимал участие в подавлении польского восстания. В 1855—1863 годах предводителем дворянства Белозерского уезда был выдающийся деятель того времени Качалов Николай Александрович, приближенный царя Александра III (см. также Борисово-Судское). С 1918 года уезд в составе Череповецкой губернии.

### Мариинская водная система и Волго-Балтийский водный путь
В начале XIX века развитию города способствовала Мариинская водная система (Марии́нская во́дная систе́ма — водная система в России, соединяющая бассейн Волги с Балтийским морем. Состоит как из природных, так и из искусственных водных путей. В советское время получила название Волго-Балтийский водный путь им. В. И. Ленина), которая начала действовать в 1810 году, а последнее из её сооружений — Белозерский обводной канал — был открыт в 1846 году. Получили развитие лесозаготовительные промыслы. Продукция лесной промышленности начала водным путём транспортироваться в Санкт-Петербург. После открытия Волго-Балтийского водного пути возросли связи древнего города с другими экономическими районами страны. До середины XX века Белозерье было типичным аграрным районом, а городское население составляло лишь 16 % от общего числа жителей.

### Город в СССР и РФ
22 мая 1970 года исполнительный комитет городского совета депутатов трудящихся решением №8 утвердил новую версию герба Белозерска (автор П.Горячев).
12 октября 2001 года утверждены герб и флаг Белозерского муниципального района и города Белозерска. Герб Белозерска представляет собой: «В волнисто-пересечённом лазурью и серебром щите вверху уширенный крест над серебряным полумесяцем, внизу две накрест положенные серебряные стерляди с червлёными плавниками, тонко окаймлённые лазурью. В вольной части герб Вологодской области». Автор реконструкции герба: Олег Свириденко. Герб внесён в Государственный Геральдический регистр Российской Федерации под № 1222.
С 12 августа 2019 года по 7 июля 2020 года была объявлена Чрезвычайная ситуация в Белозерске (2019—2020) из-за самоизлива скважины.